# هیو شیرر

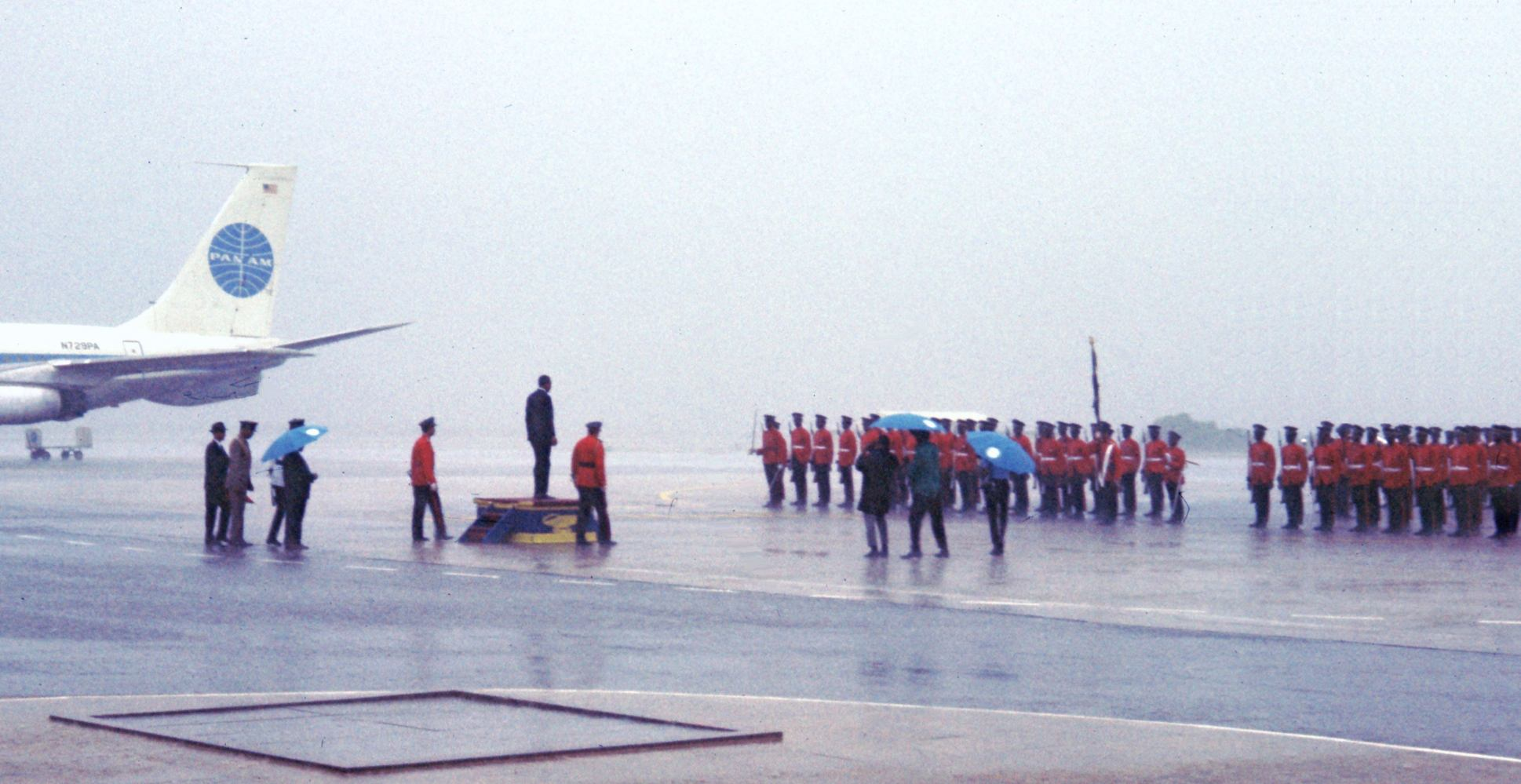
هیو شیرر

هیو شیرر (انگلیسی: Hugh Shearer؛ ۱۸ مه ۱۹۲۳ – ۵ ژوئیه ۲۰۰۴) یک سیاست‌مدار اهل جامائیکا بود.